# Ota B. Kraus

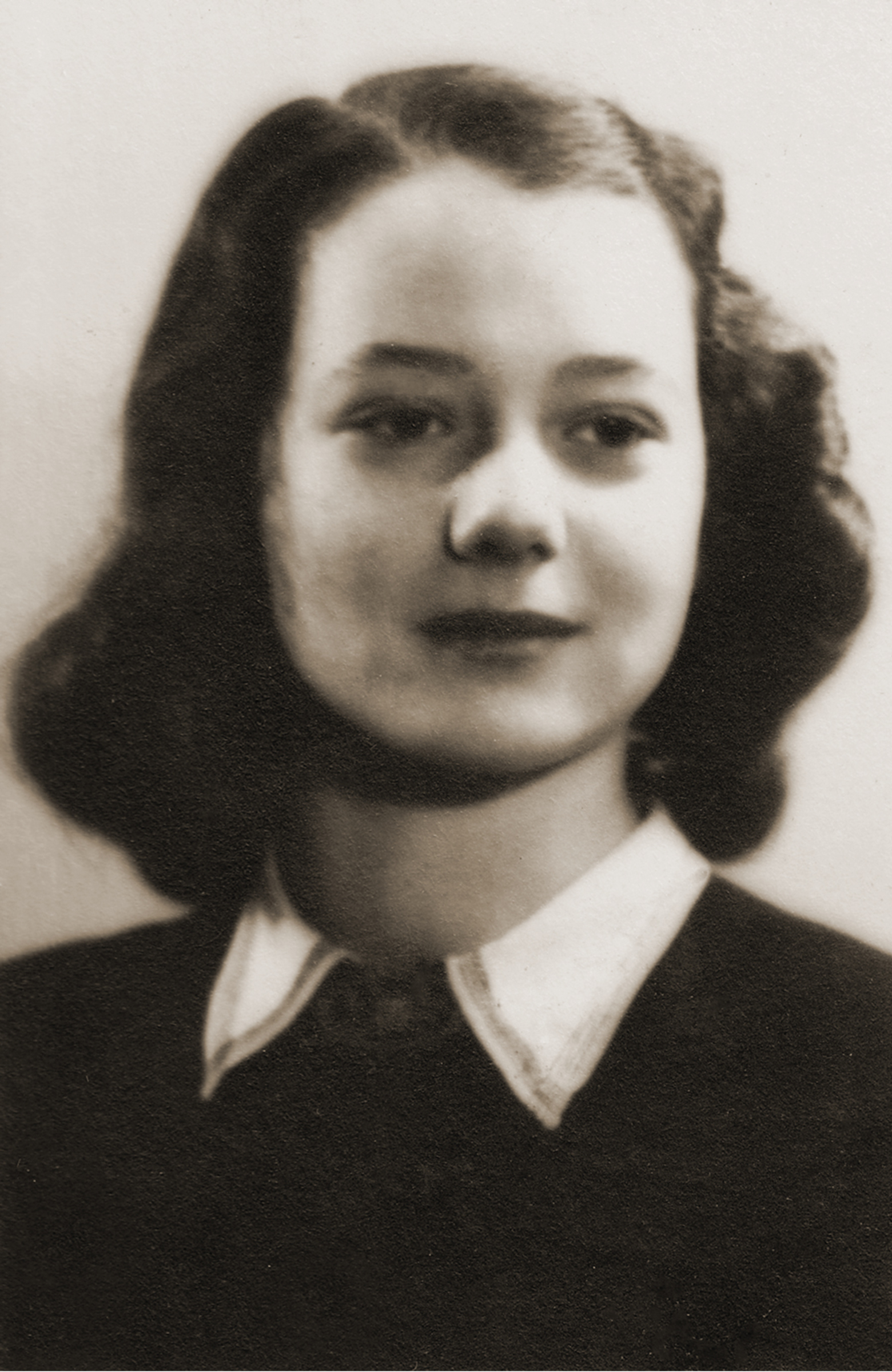
Edith Polach (provdaná Dita Krausová) (* 1929) jako třináctiletá dívka (rok 1942)

Ota B. Kraus (1. září 1921, Praha – 5. října 2000, Netanja, Izrael) byl český spisovatel, učitel anglického jazyka a grafolog.

## Život

### Rodiče a bratr
Richard Kraus byl spolumajitelem Továrny dětské konfekce a prádla Bloch a Kraus, později majitelem továrny RIKRA (mechanická továrna prádla, blůz a zástěr), kde zaměstnával asi šedesát švadlen. Během manželství s Marií Strassovou se Krausovým narodil starší syn Otto Kraus (1921–2000) a mladší syn Harry Kraus (1928–1945).

### Druhá světová válka
V roce 1942 byl Richard Kraus deportován do Terezína a později do nacistického vyhlazovacího tábora v Osvětimi, kde byl zavražděn v plynové komoře. Jeho manželka Marie Krausová zemřela na skvrnitý tyfus v koncentračním táboře Bergen-Belsen několik dní po osvobození tábora (15. dubna 1945) britskou armádou. Mladší syn Harry Kraus zahynul nejspíše v dubnu 1945 během pochodu smrti. Z celé Krausovy rodiny přežil pouze starší syn Ota Kraus.

### Léta 1945 až 1948
Po skončení druhé světové války se Ota Kraus vrátil do Československa (do Prahy), kde se setkal s Editou Polachovou, s níž se seznámil za druhé světové války v pracovním táboře. Ota Kraus byl bývalý terezínský i osvětimský vězeň a tak podobný osud a vzájemné porozumění následně přerostlo v přátelství, lásku a později (v roce 1947) v manželství (Za Otu B. Krause se Edita Polachová provdala 21. května 1947 v Praze).
V restituci byla Oto Krausovi nakrátko vrácena původně arizovaná továrna na dámské prádlo, kterou mu ale po „vítězném“ únoru 1948 komunisté zabavili a znárodnili.
Asi v polovině roku 1948, když bylo jejich synkovi asi 6 měsíců (narozen 28. prosince 1947 v Praze) se Krausoivi definitivně rozhodli k opuštění Československa a k legálnímu vystěhování se do Izralele. V květnu 1949 rodina Krausových (Ota Kraus s manželkou a synem) dorazila do Izraele. Jejich synek byl tehdy stár jen 17 měsíců.

### V Izraeli
V Izraeli pobývali manželé Krausovi nejprve několik měsíců ve sběrných stanových táborech v Haifě, pak se přesunuli do vesnice Ša'ar Chefer u Netanji, kde žili asi rok. Dalších sedm let pak žili v kibucu Giv'at Chajim, kde Dita pracovala v kuchyni a opravovala obuv v ševcovské dílně a její manžel vyučoval angličtinu. Odtud se přestěhovali do Hadassim aby se nakonec usadili v Netanji. Tady Ota Kraus dostal práci v internátní škole jako učitel angličtiny. Později i Dita začala učit angličtinu a tak spolu dožili do penze.
Ota Kraus pracoval v Izraeli nejen jako učitel angličtiny, ale je i autorem několika povídkových knih a novel (vyšly i v českém překladu) čerpajících z jeho válečných i izraelských zážitků. Manželé Krausovi vychovali dva syny a dceru. (Dcera byla prostřední a zemřela ve dvaceti letech na nevyléčitelnou nemoc.) Ota Kraus zemřel v Izraeli 5. října 2000. Jeho manželka Dita Krausová žije v Izraeli a často navštěvuje Českou republiku. Svoji první návštěvu uskutečnila po čtyřiceti letech – v roce 1989. V roce 2019 byla Dita Krausová ve věku 90 let babičkou čtyř vnoučat a prababičkou čtyř pravnoučat.

## Dovětek
V úterý dne 24. listopadu 2020 převzala Dita Krausová (z Tel Avivu) v Centrálním depozitáři Uměleckoprůmyslového muzea (UPM) v Praze číšku z rosalinového skla. Číška z 19. století byla rodině jejího manžela Oty Krause spolu s ostatním majetkem zabavena během druhé světové války nacisty. „Centrum pro dokumentaci majetkových převodů kulturních statků obětí druhé světové války“ určilo jako původního majitele číšky otce Otty Krause – Richarda Krause (1884–1944).

## Dílo
- Země bez Boha (1948)
- Vítr z hor (1991)
- Vepři ve při (1993)
- Můj bratr dým (1993)
- The Painted Wall (1995)
- Die Bemalte Wand (2002)
- Obchodník se sny a jiné galilejské povídky (2009)